# Al-Humajra
Al-Humajra (arab. الحميرة) – miejscowość w Syrii, w muhafazie Damaszek, w dystrykcie An-Nabk. W 2004 roku liczyła 1740 mieszkańców.